# Grodzisk Mazowiecki (gmina)
Grodzisk Mazowiecki (do 1870 gmina Wólka Grodziska, do 1954 gmina Grodzisk) – gmina miejsko-wiejska w Polsce położona w województwie mazowieckim, w powiecie grodziskim. W latach 1975–1998 gmina administracyjnie należała do województwa warszawskiego.
Siedziba gminy to Grodzisk Mazowiecki.
Według danych z 31 grudnia 2013 gminę zamieszkiwało 41 879 osób zameldowanych na pobyt stały, a wraz z osobami zameldowanymi na pobyt czasowy gminę zamieszkiwały 43 364 osoby.
Według danych z 31 grudnia 2023 roku gminę zamieszkiwało 54 917 osób.

## Struktura powierzchni
Według danych z roku 2002 gmina Grodzisk Mazowiecki ma obszar 107,03 km², w tym:
- użytki rolne: 84%
- użytki leśne: 7%

Gmina stanowi 29,17% powierzchni powiatu.
W skład gminy wchodzą: miasto Grodzisk Mazowiecki (1 319 ha) oraz 35 wsi.

## Klimat
Obszar gminy znajduje się w strefie klimatu umiarkowanego ciepłego przejściowego, podobnie jak cała Polska. Pogodę kształtują ścierające się masy powietrza oceanicznego i kontynentalnego. Średnia temperatura lipca wynosi +18 °C, natomiast stycznia –2,5 °C. Dominują wiatry z kierunku zachodniego i południowo-zachodniego.

## Demografia

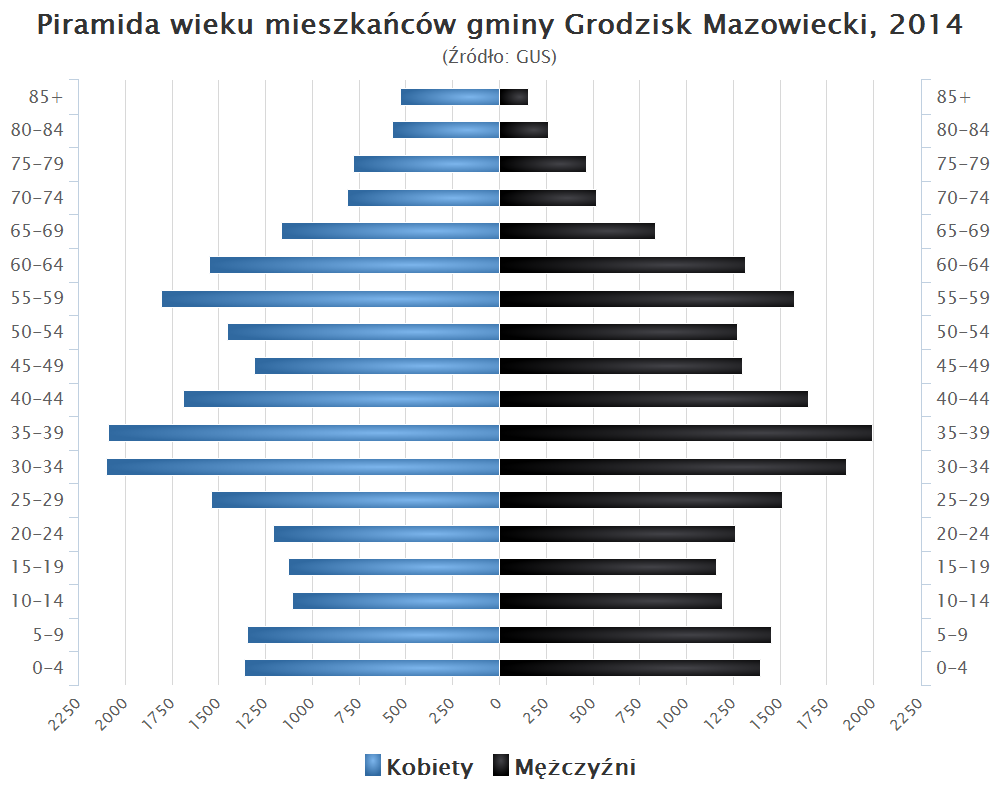
Piramida wieku mieszkańców gminy Grodzisk Mazowiecki w 2014 roku

Dane z 31 grudnia 2013:
| Opis                              | Ogółem | Ogółem | Kobiety | Kobiety | Mężczyźni | Mężczyźni |
| --------------------------------- | ------ | ------ | ------- | ------- | --------- | --------- |
| jednostka                         | osób   | %      | osób    | %       | osób      | %         |
| populacja                         | 41 879 | 100    | 22 204  | 53,02   | 19 674    | 46,98     |
| gęstość zaludnienia (mieszk./km²) | 390    | 390    | 207     | 207     | 183       | 183       |

## Sołectwa
Adamowizna, Adamów-Żuków
, Chlebnia, Chrzanów Duży, Chrzanów Mały, Czarny Las, Izdebno Kościelne, Izdebno Nowe, Janinów, Kady, Kałęczyn, Kłudno Nowe, Kłudno Stare, Kłudzienko, Kozerki, Kozery Nowe, Kozery, Kraśnicza Wola, Książenice, Makówka, Marynin, Mościska, Natolin, Odrano-Wola, Opypy, Radonie, Szczęsne, Tłuste, Urszulin, Wężyk, Władków, Wólka Grodziska, Zabłotnia, Zapole
Miejscowość bez statusu sołectwa: Dąbrówka.

## Sąsiednie gminy
Baranów, Błonie, Brwinów, Jaktorów, Milanówek, Nadarzyn, Radziejowice, Żabia Wola

## Miasta partnerskie
- Weiz (Austria)